# Subrahmanyan Chandrasekhar
Subramanyan Chandrasekhar (Lahore, 19 de outubro de 1910 — Chicago, 21 de agosto de 1995) foi um físico indiano, naturalizado cidadão dos Estados Unidos em 1953. Recebeu o Nobel de Física de 1983, por estudos teóricos de processos físicos referentes à estrutura e à evolução das estrelas. Foi um dos inspiradores do astrônomo Carl Sagan na escola superior. Era sobrinho do também físico e Nobel de Física Chandrasekhara Venkata Raman.

## Homenagens
O asteroide 1958 Chandra, o limite de Chandrasekhar e o telescópio espacial Chandra foram assim nomeados em sua homenagem.
A 19 de outubro de 2017, foi homenageado com um doodle do Google, por ocasião do 107º aniversário do seu nascimento.

## Prémios e honrarias
- 1946 - Gibbs Lecture[3]
- 1948 - Prémio Adams
- 1949 - Henry Norris Russell Lectureship
- 1952 - Medalha Bruce[4]
- 1953 - Medalha de Ouro da Royal Astronomical Society[5]
- 1957 - Prémio Rumford[6]
- 1962 - Medalha Real[7]
- 1966 - Medalha Nacional de Ciências[8]
- 1968 - Padma Vibhushan
- 1971 - Medalha Henry Draper[9]
- 1974 - Prêmio Dannie Heineman de Física Matemática[10]
- 1978 - Karl G. Jansky Lecture
- 1981 - Prêmio Tomalla
- 1983 - Nobel de Física[11]
- 1984 - Medalha Copley[12]
- 1986 - Medalha Karl Schwarzschild
- 1989 - Prêmio Gordon J. Laing